# Acanthephippium chrysoglossum
Acanthephippium chrysoglossum är en orkidéart som beskrevs av Rudolf Schlechter. Acanthephippium chrysoglossum ingår i släktet Acanthephippium och familjen orkidéer. Inga underarter finns listade i Catalogue of Life.